# In Torment in Hell
In Torment in Hell (досл. Муки в Аду) — шестой студийный альбом американской дэт-метал-группы Deicide, был выпущен 25 сентября 2001 года, спустя год после выпуска предыдущего альбома «Insineratehymn».
В целом In Torment in Hell получил негативные отзывы со стороны «метал-андерграунда» и критиков за плохую аранжировку песен и низкокачественную запись альбома вообще. Запись следующего студийного альбома, Scars of the Crucifix, коллектив проводил на новом лейбле, Earache Records.

## Список композиций
1. «In Torment in Hell» — 4:02
2. «Christ Don’t Care» — 2:51
3. «Vengeance Will Be Mine» — 4:24
4. «Imminent Doom» — 3:41
5. «Child of God» — 3:35
6. «Let It Be Done» — 3:34
7. «Worry in the House of Thieves» — 4:16
8. «Lurking Among Us» — 4:36…

## Участники записи
- Глен Бентон — вокал, бас
- Брайан Хоффман — гитара
- Эрик Хоффман — гитара
- Стив Эшейм — ударные